# André Georges Marie Walter Albert Robyns
André Georges Marie Walter Albert Robyns  (13 de mayo de 1935 - 2003) fue un botánico y profesor belga, que desarrolló su actividad científica y académica en Bélgica y en EE. UU. Realizó extensas expediciones botánicas a Suiza, Bélgica, Islandia, Sri Lanka, Panamá, Venezuela. Reconocido por su trabajo taxonómico y morfológico del polen en la familia Bombacaceae. Era hijo del también naturalista Frans Hubert Edouard Arthur Walter Robyns (1901-1986).
Entre 1962, y 1964, ocupó una posición postdoctoral en la Universidad de Washington, y fue un colaborador de la Flora de Panamá (Jardín Botánico de Misuri 1964-1968) y del Smithsonian en Flora de Ceilán (1969 y 1971).
Fue miembro del personal del "Jardín Botánico Nacional de Bélgica", entre 1970 a 2000, y colaborador de la Flore d'Afrique centrale; y editor de la revista en casa (el "Boletín", 1973-1998).

## Algunas publicaciones
- robert e. Woodson, robert w. Schery, andré Robyns, bruce MacBryde, daniel Austin, gabriel Edwin, grady Webster, john Dwyer, kenneth Robertson, thomas Croat, thomas Elias, walter Lewis, will Blackwell, calaway Dodson, derek Burch. 1967. Flora of Panama. Ann. of the Missouri Botanical Garden. 5 pp.

### Libros
- 1995. Passifloraceae. Flore d'Afrique Centrale. Ed. Jardin botanique national de Belgique. 75 pp.
- siwert Nilsson, andré Robyns. 1986. Bombacaceae Kunth. Volumen 14 de World pollen and spore flora. Ed. The Almqvist & Wiksell periodical Co. 59 pp.
- 1975. Thymelaeaceae. Flore d'Afrique centrale : Spermatophytes. Ed. Jardin botanique national de Belgique. 68 pp.
- 1970. Un botaniste à Ceylan. 34 pp.
- 1963. Essai de monographie du genre Bombax s.I. (Bombacaceae). Volumen 33 de Bulletin du Jardin botanique de l'état à Bruxelles. Ed. Impr. du Roi. 315 pp.
- 1962. Essai de monographie du genre Bombax s. l. Volumen 33 de Bulletin du Jardin Botanique de l'État, Bruxelles. Ed. Louvain. 716 pp.

## Honores

### Epónimos
- (Asteraceae) Emilia robynsiana Lisowski[4]
- (Bombacaceae) Pachira robynsii W.D.Stevens & W.S.Alverson[5]
- (Bombacaceae) Pochota robynsii Steyerm. & W.D.Stevens[6]
- (Fabaceae) Chamaecrista robynsiana (Ghesq.) Lock[7]
- (Rubiaceae) Vangueria robynsii Tennant[8]
- (Scrophulariaceae) Buchnera robynsii Mielcarek[9]
- (Scrophulariaceae) Crepidorhopalon robynsii Eb.Fisch.[10]
- (Thymelaeaceae) Gnidia robynsiana Lisowski[11]

- La abreviatura «A.Robyns» se emplea para indicar a André Georges Marie Walter Albert Robyns como autoridad en la descripción y clasificación científica de los vegetales.[12]